# Нижнє Турмишево
Нижнє Турми́шево (рос. Нижнее Турмышево, чув. Анат Тăрмăш) — присілок у складі Батиревського району Чувашії, Росія. Входить до складу Шаймурзинського сільського поселення.
Населення — 316 осіб (2010; 387 у 2002).
Національний склад:
- чуваші — 99 %